# Cacopsylla nigrita
Cacopsylla nigrita är en insektsart som först beskrevs av Zetterstedt 1828.  Cacopsylla nigrita ingår i släktet Cacopsylla och familjen rundbladloppor. Arten är reproducerande i Sverige. Inga underarter finns listade i Catalogue of Life.